# Paulina Kotfica
Paulina Kotfica (* 15. Mai 1986 in Stettin) ist eine ehemalige polnische Triathletin und Ironman 70.3 Siegerin (2022). Sie wurde 2015 Staatsmeisterin auf der Triathlon-Sprintdistanz und wurde 2013, 2014 und erneut 2016 Vize-Staatsmeisterin auf der Kurzdistanz.

## Werdegang
In den sieben Jahren von 2004 bis 2010 nahm Paulina Kotfica an 35 ITU-Wettkämpfen teil und erreichte neun Top-Ten-Plätze. 2010 kam Kotfica drei Mal unter die besten Zehn bei (Premium-)Europacups.
Bei den Universitätsweltmeisterschaften in Valencia wurde Kotfica Sechste in der Einzelwertung und konnte zusammen mit Agnieszka Jerzyk und Anna Grzesiak die Goldmedaille in der Teamwertung gewinnen.
In Polen tritt Kotfica für den Stettiner Verein KS Biuro Podróż AS Szczecin an. 2011 trat Kotfica zudem in Deutschland in der Damen-Mannschaft (2. Bundesliga) für das EJOT-Team TV Buschhütten an.
Im Juli 2014 wurde sie hinter Ewa Bugdol Vize-Staatsmeisterin auf der Triathlon-Langdistanz.

### Staatsmeisterin Triathlon Sprintdistanz 2015
Im Juni 2015 wurde sie polnische Staatsmeisterin auf der Triathlon-Sprintdistanz, nachdem sie bereits Zweite auf der Kurzdistanz und auf der Langdistanz geworden war. 2016 wurde sie im Juli erneut Vize-Staatsmeisterin Triathlon Kurzdistanz.
Im Oktober 2017 gab die damals 31-Jährige über die sozialen Medien ihre Schwangerschaft bekannt und sie tritt seitdem nicht mehr international in Erscheinung. Paulina Kotfica lebt in Świebodzice.

## Sportliche Erfolge
| Datum/Jahr    | Rang | Wettbewerb                                           | Austragungsort  | Zeit     | Bemerkung                                                                            |
| ------------- | ---- | ---------------------------------------------------- | --------------- | -------- | ------------------------------------------------------------------------------------ |
| 26. Aug. 2017 | 6    | Ironman 70.3 Vichy                                   | Vichy           | 04:08:50 |                                                                                      |
| 4. Sep. 2016  | DNF  | ETU Middle Distance Triathlon European Championships | Walchsee        | –        | Europameisterschaft auf der Halbdistanz im Rahmen der Challenge Walchsee-Kaiserwinkl |
| 17. Juli 2016 | 2    | POL Triathlon National Championships                 | Gdańsk          | 02:08:56 | Vize-Staatsmeisterin hinter Maria Cześnik                                            |
| 9. Aug. 2015  | 2    | Ironman 70.3 Gdynia                                  | Gdynia          | 04:36:05 | Zweite hinter der Deutschen Diana Riesler                                            |
| 28. Juni 2015 | 1    | POL Sprint Distance Triathlon National Championships | Susz            | 01:03:48 | Staatsmeisterin Sprintdistanz                                                        |
| 5. Sep. 2014  | 4    | POL Triathlon National Championships                 | Stronie Śląskie | 02:10:59 |                                                                                      |
| 24. Juni 2013 | 2    | POL Triathlon National Championships                 | Polen           | 02:04:38 | Zweite hinter Agnieszka Jerzyk                                                       |
| 24. Juni 2011 | 15   | ETU Triathlon European Championships                 | Pontevedra      | 02:07:34 | Europameisterschaft                                                                  |
| 29. Juni 2007 | 39   | ETU Triathlon European Championships                 | Kopenhagen      | 02:14:23 | Europameisterschaft                                                                  |
| 3. Juli 2004  | DNF  | ETU Triathlon European Championship Junior Women     | Lausanne        | –        | Junioren-Europameisterschaft                                                         |

| Datum/Jahr    | Rang | Wettbewerb                                         | Austragungsort | Zeit     | Bemerkung                |
| ------------- | ---- | -------------------------------------------------- | -------------- | -------- | ------------------------ |
| 27. Juli 2014 | 2    | POL Long Distance Triathlon National Championships | Poznań         | 04:37:02 | Zweite hinter Ewa Bugdol |

(DNF – Did Not Finish)